# 核パルス推進
核パルス推進（かくパルスすいしん, Nuclear pulse propulsion）は、原子力推進の一種で、推進力に核爆発の効果を用いる宇宙機の推進方法 。1947年にスタニスワフ・ウラムによって提案されたが、実現には至っていない。

## 概要

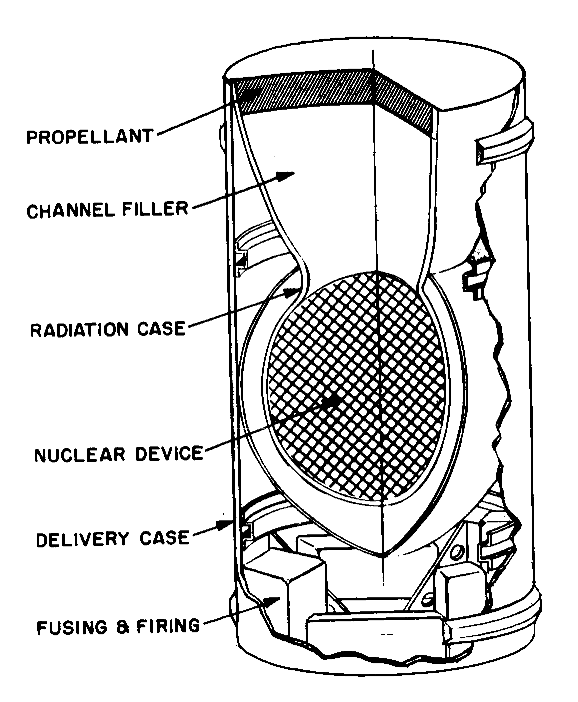
オリオン計画における核パルス推進装置の構造。核爆発装置の爆発により、推進剤について指向性を持たせて気化させる

1950年代から60年代にかけて、アメリカのオリオン計画において検討されている。これは、宇宙機の後方において、推進剤を含む核爆弾を爆発させ、その爆圧をプレートで受け止めて推進する方法であった。宇宙機乗員の放射線被ばく及び爆圧の受け止めプレート強度の問題があり、大気圏内での使用では、周辺への放射性物質汚染の問題が生じるとされた。この計画は部分的核実験禁止条約の締結に伴い、1965年に中止されている。
1970年代には、イギリスのダイダロス計画においても、レーザーを用いた核融合ペレットの連続的な爆発により、推進する方法を検討していた。